# Esplas-de-Sérou
Esplas-de-Sérou település Franciaországban, Ariège megyében. Lakosainak száma 171 fő (2022. január 1.). Esplas-de-Sérou La Bastide-de-Sérou, Boussenac, Castelnau-Durban, Larbont, Montagagne, Rimont, Rivèrenert, Sentenac-de-Sérou és Biert községekkel határos.

## Népesség
A település népességének változása:
| Lakosok száma | 133  | 120  | 91   | 163  | 166  | 172  | 182  | 184  | 179  | 171  |
|               | 1968 | 1982 | 1990 | 2006 | 2013 | 2015 | 2017 | 2019 | 2020 | 2022 |